# Atherigona daviesi
Atherigona daviesi este o specie de muște din genul Atherigona, familia Muscidae, descrisă de Adrian C. Pont în anul 1981. Conform Catalogue of Life specia Atherigona daviesi nu are subspecii cunoscute.